# Giovanni Zanfa
Giovanni Zanfa (Agarla di Breia, 1859 – Varallo Sesia, 1931) è stato un tipografo, giornalista e editore italiano.

## Biografia
Giovanni Zanfa è stato un tipografo italiano, fondatore del “Corriere Valsesiano” nel 1895 ed editore a Varallo Sesia. Ideatore della “Rivista Valsesiana” e dell’Almanacco-Guida della Valsesia, sviluppò la prima casa editrice valsesiana con un catalogo di oltre 200 titoli, introdusse per primo le cartolinea fotografiche a colori in zona e lasciò l’attività al figlio Oscar (1890-1974)., poi passata alla terza generazione, fino alla chiusura dell'attività della Tipografia Zanfa nel 1983.